# Чужой: Ромул
«Чужой: Ромул» (англ. Alien: Romulus) — американский научно-фантастический фильм ужасов режиссёра Феде Альвареса, седьмая часть франшизы «Чужой», действие которой происходит между событиями фильмов «Чужой» и «Чужие». Фильм снят компаниями Scott Free Productions и Brandywine Productions, главные роли в нём сыграли Кейли Спейни, Дэвид Джонссон, Арчи Рено, Изабела Мерсед, Спайк Ферн и Эйлин Ву. Фильм рассказывает о шести угнетённых молодых космических колонистах, которые сталкиваются с враждебными существами во время обхода заброшенной космической станции.
На CinemaCon в апреле 2019 года 20th Century Fox объявила о планах по производству будущих фильмов «Чужой». Альварес присоединился в качестве режиссёра в марте 2022 года, а Спейни в том же году получила главную роль. Съёмки проходили с марта по июль 2023 года.
Премьера фильма состоялась 12 августа 2024 года в Лос-Анджелесе и 16 августа США компанией 20th Century Studios. Фильм заработал 350,9 миллионов долларов по всему миру и получил положительные отзывы. Он получил несколько отраслевых номинаций, а именно за технические аспекты, включая номинацию на премию «Оскар» за лучшие визуальные эффекты.

## Сюжет
В 2142 году (через 20 лет после событий фильма «Чужой») космический зонд-беспилотник корпорации «Вэйланд-Ютани» исследует дрейфующие обломки космического корабля USCSS «Ностромо», где находит и забирает органический объект. Специалисты вскрывают объект, внутри которого оказывается свернувшийся в позе эмбриона ксеноморф.
На планете LV-410 Рэйн Кэррадайн, молодая женщина-сирота, вместе со своим приёмным братом Энди (неисправным андроидом, перепрограммированным отцом Рэйн) работает в шахтёрской колонии «Звезда Джексона», принадлежащий «Вэйланд-Ютани». Рэйн очень хочет покинуть эту планету и перебраться на Ивагу-3. Когда трудовой контракт Рэйн принудительно продлевается корпорацией, она принимает предложение своего бывшего парня Тайлера, который рассказывает, что он с друзьями засёк на орбите планеты заброшенный космический корабль «Вэйланд-Ютани» «Возрождение», откуда наверняка можно украсть криокамеры, которые помогут Рейн, Тайлеру, его беременной сестре Кей, его двоюродному брату Бьорну и девушке Бьорна Наварро сбежать на Ивагу. Способность Энди взаимодействовать с бортовой компьютерной системой космического корабля имеет решающее значение для этой затеи.
Группа летит на шахтёрском транспортнике «Корбелан» к «Возрождению», который оказывается исследовательской космической станцией-аванпостом, разделенной на две секции «Ромул» и «Рем». Тайлер, Бьорн и Энди поднимаются на борт станции и обнаруживают, что стазисные камеры целы, но им не хватает криогенного топлива для длительного полёта на Ивагу (которая в 9-ти годах полёта от них). Они находят большую, всё ещё работающую криокамеру и извлекают из неё топливо, случайно оживляя замороженных лицехватов и запуская автоматическую изоляцию помещения (впоследствии становится понятно, что лицехваты были созданы сотрудниками станции искусственно на основе ДНК, выделенной у ксеноморфа). Рейн и Наварро поднимаются на борт корабля, чтобы спасти их. Чтобы отключить блокировку, Рейн устанавливает чип от повреждённого андроида корпорации в Энди. Чип предоставляет Энди полный доступ к станции, устраняет неполадки в его работе, но также отменяет его миссию по служению «на благо Рэйн», делая его преданным исключительно «Вэйланд-Ютани».
Когда группа покидает камеру, к лицу Наварро присасывается лицехват. Рэйн активирует повреждённого андроида Рука (чей чип был установлен Энди), научного сотрудника станции, чтобы попросить о помощи. Рук (который является андроидом той же модели, что и Эш) сообщает группе, что весь персонал станции был убит этими существами и что Наварро спасти невозможно. В то время как Тайлер убирает существо с лица Наварро, Рук предупреждает, что оно, возможно, внедрило «семя». Энди пытается помешать Наварро вернуться на «Корбелан», но Бьорн, настроенный враждебно по отношению к Энди и всем андроидам в целом, бежит с Наварро на борту «Корбелана», оставляя Энди, Тайлера и Рэйн на станции. Из груди Наварро вылупляется грудолом, который убивает её, а начавший уже полёт «Корбелан», лишившись управления, с Кей и Бьорном на борту врезается в ангар «Ромула», изменяя тем самым орбиту станции и оставляя менее часа до её столкновения с астероидными планетарными кольцами LV-410.
Кей теряет сознание от удара, а вышедший грудолом сбегает на корабль. Она приходит в сознание и встречается с Бьорном, который находит и атакует электрошокером кокон ксеноморфа, в котором он претерпевал метаморфозу в свою взрослую форму. На ксеноморфа это не действует, а Бьорн погибает от его кислотной крови.
Рэйн, Энди и Тайлер направляются к ангару Ромула, по пути пытаясь избегать встреч с другими лицехватами. Кей сбегает с «Корбелана» и пытается найти остальных членов группы. Ксеноморф из «Корбелана» преследует Кей, пытаясь заманить остальных в ловушку. Несмотря на мольбы Тайлера, Энди отказывается открыть дверь ангара, где заперта Кей. Они беспомощно наблюдают, как ксеноморф нападает на Кей и утаскивает её в глубины станции.
Следуя указаниям своей новой миссии, Энди находит образцы экспериментальной жидкости, выделенной из лицехватов, которые Рук называет огнём «Прометея». Рук сообщает им, что это соединение предположительно поможет людям эволюционировать в «совершенных» существ, и настаивает на том, чтобы образцы были возвращены в колонию. Рук, управляющий компьютерами станции, отказывается отпускать «Корбелан», пока образцы не будут на борту. Рэйн и Тайлер спасают всё ещё живую Кей из кокона ксеноморфа, но Тайлер погибает, а Энди становится недееспособным во время их побега. Возвращаясь на «Корбелан», тяжело раненная Кей вводит себе жидкость, полагая, что это исцелит её раны и защитит её будущего ребёнка. Рэйн возвращается на «Ромул» и спасает Энди, удаляя чип от андроида Weyland-Yutani и возвращая его к первоначальному поведению. Рейн ненадолго отключает искусственную гравитацию на корабле, чтобы противостоять атакующим ксеноморфам, и они с Энди возвращаются на «Корбелан» перед тем, как станция врезается в астероидные кольца возле планеты и уничтожается вместе с Руком.
Пока Рэйн и Энди готовятся к полёту на Ивагу, Кей в результате инъекции жидкости рожает яйцо, из которого вылупляется гибрид человека и ксеноморфа. Он убивает Кей и серьёзно ранит Энди, но Рэйн удается катапультировать грузовую капсулу и гибрид в астероидные кольца планеты, восстановив контроль над кораблём. Рэйн помещает Энди в одну из стазис-камер и в последней записи в дневнике перед тем, как самой отправиться в стазис, оптимистично размышляет о неопределённости их прибытия на Ивагу.

## В ролях
- Кейли Спейни — Рэйн Каррадайн, девушка-сирота, которая работает в шахтерской колонии «Звезда Джексона»
- Дэвид Джонссон — Энди, неисправный андроид и приемный брат Рэйн
- Арчи Рено — Тайлер, старший брат Кей и бывший парень Рэйн
- Изабела Мерсед — Кей, беременная сестра Тайлера
- Спайк Ферн — Бьорн, двоюродный брат Тайлера и Кей
- Эйлин Ву — Наварро, пилот и девушка Бьорна
- Дэниэл Беттс (озвучивание) — Рук, научный сотрудник-андроид, который работал на борту «Возрождения»; по внешности близнец андроида Эша из фильма 1979 года
- Тревор Ньюлайн — Ксеноморф
- Роберт Боброцкий — гибрид человека и Ксеноморфа (Offspring — Потомок)

## Производство и релиз
После приобретения 21st Century Fox компанией Disney на CinemaCon 2019 года было официально подтверждено, что будущий фильм франшизы «Чужой» находится в разработке. В марте 2022 года было объявлено, что Федерико Альварес напишет сценарий и будет режиссировать фильм после того, как рассказал свою историю, и, как говорят, «не связанную» с предыдущими фильмами франшизы, а проект должен быть выпущен на Hulu. К ноябрю Кейли Спейни вступила в переговоры, чтобы сняться в фильме. В марте 2023 года Изабела Мерсед была выбрана в нераскрытой роли, которая должна была сняться вместе со Спейни. Позже в том же месяце Дэвид Джонссон, Арчи Рено, Спайк Ферн и Эйлин Ву присоединились к актёрскому составу в нераскрытых ролях. В ноябре 2023 года было объявлено, что действие будет происходить между фильмами «Чужой» и «Чужие», при этом некоторые технические члены съёмочной группы вернутся из последнего фильма.
Съёмки проходили с 9 марта по 3 июля 2023 года в Будапеште. В числе источников вдохновения режиссёр назвал игру Alien: Isolation, в частности, сцены с телефоном, «когда должно произойти что-то плохое».
Музыку к фильму написал Бенджамин Уоллфиш.
Перед началом съёмок было решено показывать фильм на большом экране. Картина вышла в театральный прокат 16 августа 2024 года, дистрибьютором стала компания 20th Century Studios. Цифровой релиз фильма состоялся 15 октября 2024 года, а выход на Ultra HD Blu-ray, Blu-ray и DVD состоялся 3 декабря. Издание включает в себя удалённые сцены и закадровые ролики. Кроме того, фильм был выпущен ограниченным тиражом на VHS-кассетах, став первым подобным релизом для Голливуда с 2006 года.

## Отзывы и оценки
Фильм получил положительные оценки в прессе. По данным агрегатора Rotten Tomatoes, 
80 % из 375 обзоров были положительными, со средней оценкой 6.9 из 10. Сайт обобщает мнения критиков так: «„Ромул“ отдаёт честь своим кошмарным предшественникам, но его грудолом пробивает и собственные ужасы и вливает немного свежей кислотной крови в одну из величайших кинофраншиз в жанре ужасов». Metacritic поставил 64 балла из 100 возможных на основании 57 рецензий.